# 無双OROCHI3
『無双OROCHI3』（むそうオロチ スリー、欧米では『Warriors Orochi 4』）は、コーエーテクモゲームスより2018年9月27日にPlayStation 4、Nintendo Switch、Xbox One（海外のみ）で発売、2018年10月16日にMicrosoft Windows（Steam）で配信されたアクションゲーム。
本項では、後に発売されたバージョンアップ版『無双OROCHI3 Ultimate』（むそうオロチ スリー アルティメット）についても記述する。以下、区別が必要な場合は最初に発売された『無双OROCHI3』を『無印』、『無双OROCHI3 Ultimate』を『3 Ultimate』と表記する。

## 概要
真・三國無双シリーズと戦国無双シリーズのクロスオーバーによる『無双OROCHIシリーズ』の最新作。前作『無双OROCHI 2』から約7年ぶりとなるナンバリング作品となっている。
第一報は2018年3月17日にディファ有明で開催された「ω-Force 20周年記念ライブ」にて発表。発売日（同年9月27日）に行われた「『無双OROCHI3』完成発表会」では、本作が「最も多い操作可能なキャラクターを持つハックアンドスラッシュゲーム」としてギネス世界記録に認定された。
無双OROCHIシリーズでは初めて、CEROレーティングがC（15歳以上対象）となった。
なお、欧米では『2』と同様に、日本とはタイトルナンバーにズレが生じている。

## 新規システム
神術
不可思議な力を宿した「神器」を身につけることで「神術」と呼ばれる技が発動できる。神術には、神術ゲージを少し消費して繰り出す「通常神術」、神術ゲージをすべて消費して大技を繰り出す「チャージ神術」、神術ゲージすべてと無双ゲージ半分を消費して繰り出す各キャラクター固有の必殺技「固有神術」、その場に馬を召喚し騎乗状態となる「騎乗神術」、合体神術ゲージが最大の時に7人で繰り出す最強の神術「合体神術」がある。神器には、汎用の「ブリージンガメン」「ネクタル」「レーヴァテイン」「グレイプニル」「グリンブルスティ」「アルテミスの弓」「降魔杵」「タラリア」「ケーリュケイオン」「ケルベロス」「トライデント」「ハルパー」「ダーインスレイヴ」「ミョルニル」「太極図」「十束剣」の16種、神キャラクター固有となる「ケラウノス」「イージス」「ミストルテイン」「テュポーン」「グングニル」の5種の計21種が登場する。
神格化
ストーリーの進行中に物語上でキーとなるキャラクターが使えるようになる要素。戦闘中に「神力の雫」を入手すると自由に発動が可能で、神格化すると見た目だけでなく無双ゲージが自然回復したり固有神術が専用のものになったりとパワーアップする。神格化のキャラクターは「趙雲」「真田幸村」「曹丕」「石田三成」「関銀屏」「織田信長」「井伊直虎」「呂布」の8人。残りのキャラクターはそれぞれ「覚醒」か「無双極意」が発動可能になり、純粋にパワーアップすることができる。

## ストーリー
本作品の英傑は一度異界から解放されて記憶を失っていたため、『2』以前の人間関係は殆ど反映されてはいない。
反乱軍
プレイヤー陣営。異界で猛威を振るう織田信長に対抗するため、蜀漢の劉備を盟主に上杉家・武田家らが共に結成した反織田勢力。徐庶と法正が軍師を務め、劉備放浪時代の将を中心に張飛・関平・真田幸村を主力としており、序盤のうちに諸葛亮・月英夫婦と関羽も合流した。
徳川・呉連合軍
異界に迷い込んだ井伊直虎・井伊直政母子と本多忠勝らに、孫権率いる呉の同盟軍。冒頭は彼らの出逢いから始まり、略奪を働く董卓軍との戦いを経て反乱軍と共闘・合流する。後に徳川家康の本軍も救助されて加わる。
徳川軍にして本多忠勝の娘稲姫と呂布軍にして呂布の娘・呂玲綺は本作では好敵手。
ペルセウス
ゼウスの子であるが父親の人界に対する一方的な侵攻に我慢ならずに反旗を翻す。真田幸村と友情を芽生えさせていくがそれに相反して徐々に不穏な言動を漏らし始め…。
曹操軍
中盤から異界に迷い込んだ曹操率いる曹・夏侯一門。オリュンポスとアースガルズ両軍から強引な引き抜きを持ちかけられたが劉備の救援を受け、轡を並べることを決める。
仙界
異変の背後に見え隠れする勢力。哪吒が度々戦場に現れ、織田と共に反乱軍に立ちはだかる。
織田家本軍
伊邪那岐神に選ばれた織田信長率いる仙界の主力。軍師として起用された諸葛誕率いる魏軍を加えた最大勢力。天下布武を掲げて異界の侵攻を開始し、次々と英雄達を従わせて勢力を拡大させていく。彼らを倒し、真意を問いただすのが最初の目的となる。賈詡と所縁の魏軍武将も従っていたが情勢から反乱軍に将来的な利があると判断して離反する。
董卓軍
王允・貂蝉親娘が在籍。織田家幕下であることを名目に反乱軍の領民に対し略奪行為を働いていた。賈詡の仕掛けた離間の計で味方の引き抜きを許す失態を犯して以降、一時姿を消す。その後王允は反乱軍と合流した。
今川家
今川義元率いる織田家幕下だが離間の計の一環で井伊直政の誘いによって反乱軍に合流する。
袁紹軍
袁紹率いる織田家幕下。父親とはぐれたガラシャが在籍。信長や董卓のやり方に疑念を抱いており、離間の計を機に反乱軍と合流する。
北条家
信長に従う北条氏康の軍勢。早川殿に保護された夏侯覇が在籍。信長と父の真意を図れず疑念を抱いた早川殿と甲斐姫・夏侯覇が離脱、娘の説得と反乱軍の覚悟を認めて合流する。
孫堅軍
信長に従う孫堅・孫策ら孫呉の先達。孫権の説得に対し覚悟を示せと唱え、直接対決にて次代の成長を確かめた後、反乱軍に合流した。中盤に遅れて異界に招かれた黄蓋・韓当・呂蒙が合流する。
司馬懿・伊達連合軍
司馬懿率いる魏軍と伊達政宗の軍勢。裏では織田家に反旗を翻す機会を窺い、反乱軍の力量を図った末に合流する。
司馬師軍
司馬師・司馬昭兄弟率いる魏軍。異界に迷い込み途方にくれていたのを信長に保護されて以降従っていた。司馬懿の反乱軍合流を知り、義理も充分に果たしたとして合流する。
オリュンポス
異界を生み出した張本人たる大神ゼウスの下、人間界と神界の支配を掲げる。ゼウスの子アテナ・アレスらが天下を狙う野心家に接触し、協力関係を結ぶ。また、ゼウスの本心はまた異なる目的があるとされている。
魏軍
海の神ポセイドンの資格者曹丕率いる曹魏本軍。楽進・李典・于禁・張郃・蔡文姫・龐徳・王異が所属している。
豊臣家
豊臣秀吉率いる傘下の大名達。軍師石田三成が知恵の神ヘルメスの資格者となる。
趙雲軍
太陽神アポロンの資格者となった趙雲率いる彼の弟子ら次代の若者と旧劉璋軍出身者。主君劉禅がアテナに囚われてしまい、やむなく従っている。
アースガルズ
戦争の神オーディンに従い、反乱軍・仙界・オリュンポスの三つ巴の最中に突如乱入してくる強大な勢力。オーディンの右腕とされる謎の神ロキが戦場で暗躍し、鍾会・賈充・黒田官兵衛・柳生宗矩・安倍晴明と鄧艾ら所縁の将達が所属する。各々の目的は不明。
呂布・妖魔連合軍
アースガルズの主力。ロキの手引きで組んだ呂布軍と妲己・平清盛・蛟率いる妖魔の同盟軍。知勇共に優れた人材が揃っているがそも大将を担う呂布と妲己が二人共に我が強い英傑のため、足並みが揃わない場合が多い。しかし、その欠点を差し引いても反乱軍・オリュンポス両軍から精強な難敵として警戒されている。中盤からは卑弥呼と彼女に保護された百目鬼・牛鬼も合流する。
源義経
本来は平清盛とは不倶戴天の敵だが異界のモンスターに襲われてから妲己に救われて以降、恩返しの為に弁慶と共に妖魔軍に付き従う。
南中軍
孟獲率いる南方部族。前田慶次と意気投合して行動を共にしている。モンスターを従えてオリュンポスの侵略に対し遊撃戦で勢力を保ち続ける。
黄巾党
張角率いる信者達。妖魔の略奪から村落を守り続ける。
遠呂智
かつて異界を生み出し、人類史の英傑達と激戦を繰り広げた魔王。既に消滅した筈だが…。

## 登場キャラクター
「真・三國無双シリーズ」のキャラクターは、『真・三國無双7 Empires』に登場した計83人。
「戦国無双シリーズ」のキャラクターは、『戦国無双4-II』に登場した計56人。北条氏康役は本作以前のシリーズでは石塚運昇が担当していたが、2018年8月13日に死去したために、本作では江原正士が担当している。
本シリーズ独自のキャラクターは、『2 Ultimate』に登場した25人に加えて、初プレイアブルとして「蛟」、新キャラクターとして「ゼウス」「アテナ」「ペルセウス」「アレス」「オーディン」の5人が参戦し、プレイアブルキャラは総勢170人となった。
なお、それぞれの理由から、『真・三國無双8』のキャラクター、『戦国無双 〜真田丸〜』のキャラクター、『2』シリーズに登場したコラボキャラクターは参戦しない。

## テーマソング
- 『革命のマスカレード 無双OROCHI ver.』 歌：三森すずこ[注 5]

## 無双OROCHI3 Ultimate
2019年12月19日にPS4・Switchで発売、2020年2月14日にSteamで配信された今作のバージョンアップ版。以下は変更点。
- 今作では『無印』（パッケージ版・ダウンロード版問わず）を持っていれば、ダウンロード購入できる「アップグレードパック」を適用することで『3 Ultimate』と同様の内容でプレイすることができる。逆に『3 Ultimate』単体版を購入しても『無印』と『3 Ultimate』は共存させることが出来ない。
- 『3 Ultimate』単体版のDL版は『3 Ultimate』発売前から予約を受け付けていたが、予約した場合は『3 Ultimate』アップグレード権利付きの『無印』という扱いになっていて、『無印』の部分については予約日からプレイ可能となっていた。
- 完全新規キャラクターとして「ガイア」「ハデス」「楊戩」、復活コラボキャラクターとして「ジャンヌ・ダルク」「リュウ・ハヤブサ」「アキレウス」の計6人が新たに参戦する。
- ガイアを中心として展開される新たなストーリーが追加されるほか、無印で語られなかった物語を補完するサイドシナリオが収録される。
- 新たな神器が追加され、キャラクターごとに固定だった神器が付け替え可能になった。また、神術も進化しており、無双乱舞や無双奥義を仲間とつなげる新連携技「無双スイッチコンボ」が追加された。
- 『2 Ultimate』に登場した強化システム「転生」が復活した。
- 新モードとして3人パーティで様々な試練を攻略していく「インフィニットモード」が追加された。無印で有料DLCとして配信された「チャレンジモード」に新たに「神速」と「破壊」が収録される。
- 一部のUIや操作性を一新したほか、便利な機能が追加された。

## テーマソング
- 『Statice』 - 歌：早見沙織[注 6]